# 1re assemblée citoyenne de Podemos
La 1re Assemblée Citoyenne de Podemos s'est déroulée entre le 	15 septembre et le 15 novembre 2014. 

## Résultats

### Secrétaire général
|                           | Pablo Iglesias Turrión    | 95 311  | 96,87 |
|                           | Autres                    | 3 076   | 3,13  |
| Votes valides             | Votes valides             | 98 387  | 91,53 |
| Votes blancs et invalides | Votes blancs et invalides | 9 101   | 8,47  |
| TOTAL                     | TOTAL                     | 107 488 | 100   |
| Source : Podemos          |                           |         |       |

### Documents

#### Document sur la politique
|                           | Claro que Podemos (équipe Pablo Iglesias Turrión) | 90 451  | 92,08 |
|                           | Construyendo Pueblo                               | 3 269   | 3,33  |
|                           | Equipo Enfermeras                                 | 2 022   | 2,06  |
|                           | Democracia Radical                                | 1 611   | 1,64  |
|                           | Democracia y Justicia Social                      | 874     | 0,89  |
| Votes valides             | Votes valides                                     | 98 227  | 87,65 |
| Votes blancs et invalides | Votes blancs et invalides                         | 13 843  | 12,35 |
| TOTAL                     | TOTAL                                             | 112 070 | 100   |
| Source : Podemos          |                                                   |         |       |

#### Document sur l'organisation
|                           | Claro que Podemos (équipe Pablo Iglesias Turrión) | 90 451  | 85,24 |
|                           | Sumando Podemos                                   | 13 864  | 13,07 |
|                           | Equipo Enfermeras                                 | 867     | 0,82  |
|                           | Juristas Madrid                                   | 515     | 0,49  |
|                           | Decide La Ciudadanía                              | 416     | 0,39  |
| Votes valides             | Votes valides                                     | 106 113 | 94,68 |
| Votes blancs et invalides | Votes blancs et invalides                         | 5 957   | 5,32  |
| TOTAL                     | TOTAL                                             | 112 070 | 100   |
| Source : Podemos          |                                                   |         |       |

#### Document sur l’éthique
|                           | Claro que Podemos (équipe Pablo Iglesias Turrión)  | 90 451  | 90,89 |
|                           | Podemos: Participación, Transparencia y Democracia | 3 108   | 3,12  |
|                           | Ética y Transparencia                              | 2 626   | 2,64  |
|                           | Equipo Enfermeras                                  | 2 261   | 2,27  |
|                           | Equipo 10 Círculos                                 | 1 069   | 1,07  |
| Votes valides             | Votes valides                                      | 99 515  | 88,80 |
| Votes blancs et invalides | Votes blancs et invalides                          | 12 555  | 11,20 |
| TOTAL                     | TOTAL                                              | 112 070 | 100   |
| Source : Podemos          |                                                    |         |       |